# Sclerasterias satsumana
Sclerasterias satsumana is een zeester uit de familie Asteriidae.
De wetenschappelijke naam van de soort werd in 1902 gepubliceerd door Ludwig Döderlein.